# Monte Naranco

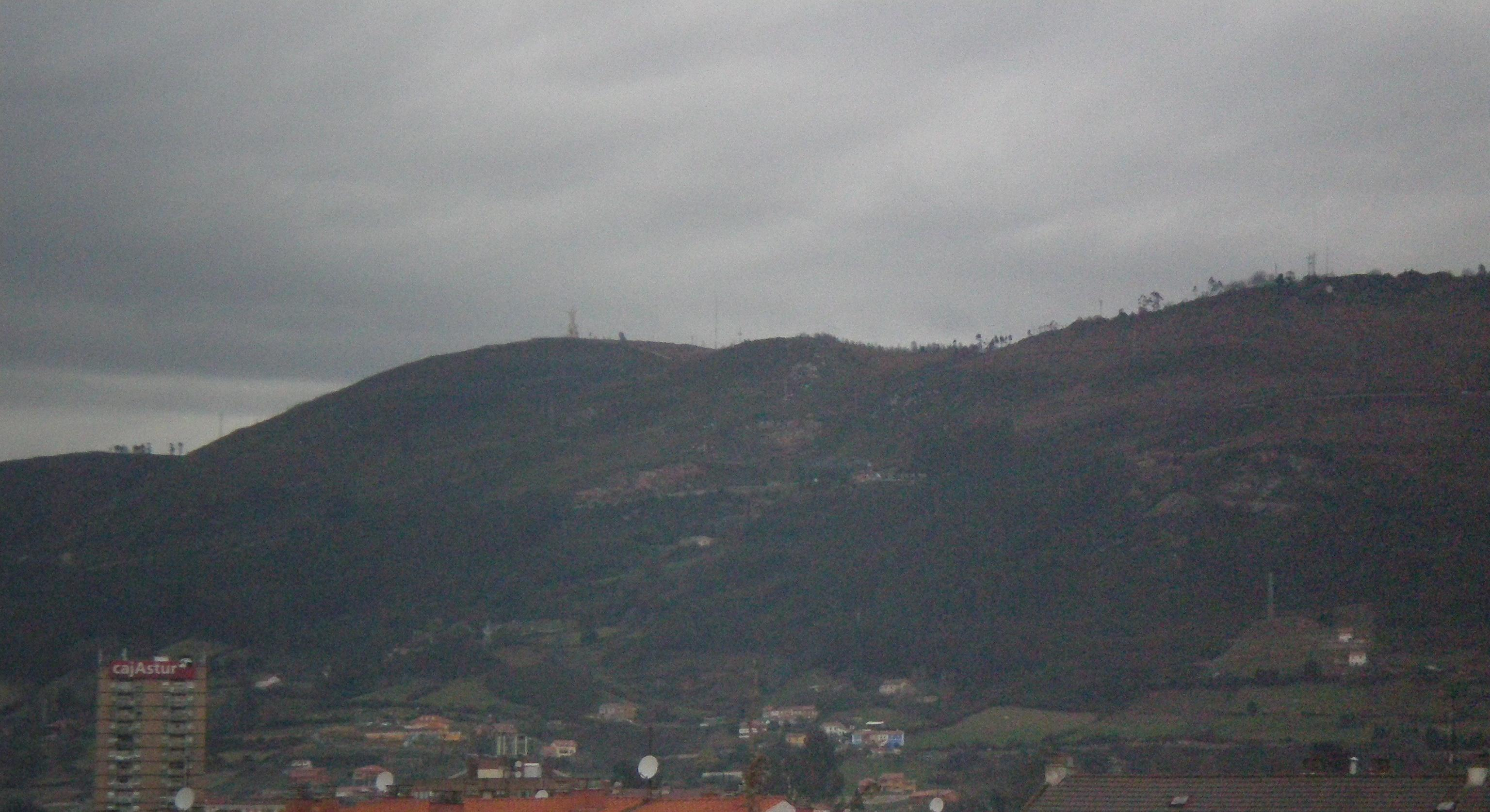
Monte Naranco.

O Monte Naranco é uma serra onde se encontra a cidade de Oviedo, mais precisamente o bairro que adopta o seu nome, Bairro da Cidade Naranco. Forma um arco de cerca de 5 km cujo extremo noroeste aponta para a freguesia de Villaperi e o extremo oeste para Lloriana. Ao norte e ao este da serra corre o rio Nora.